# Шипкинский перевал

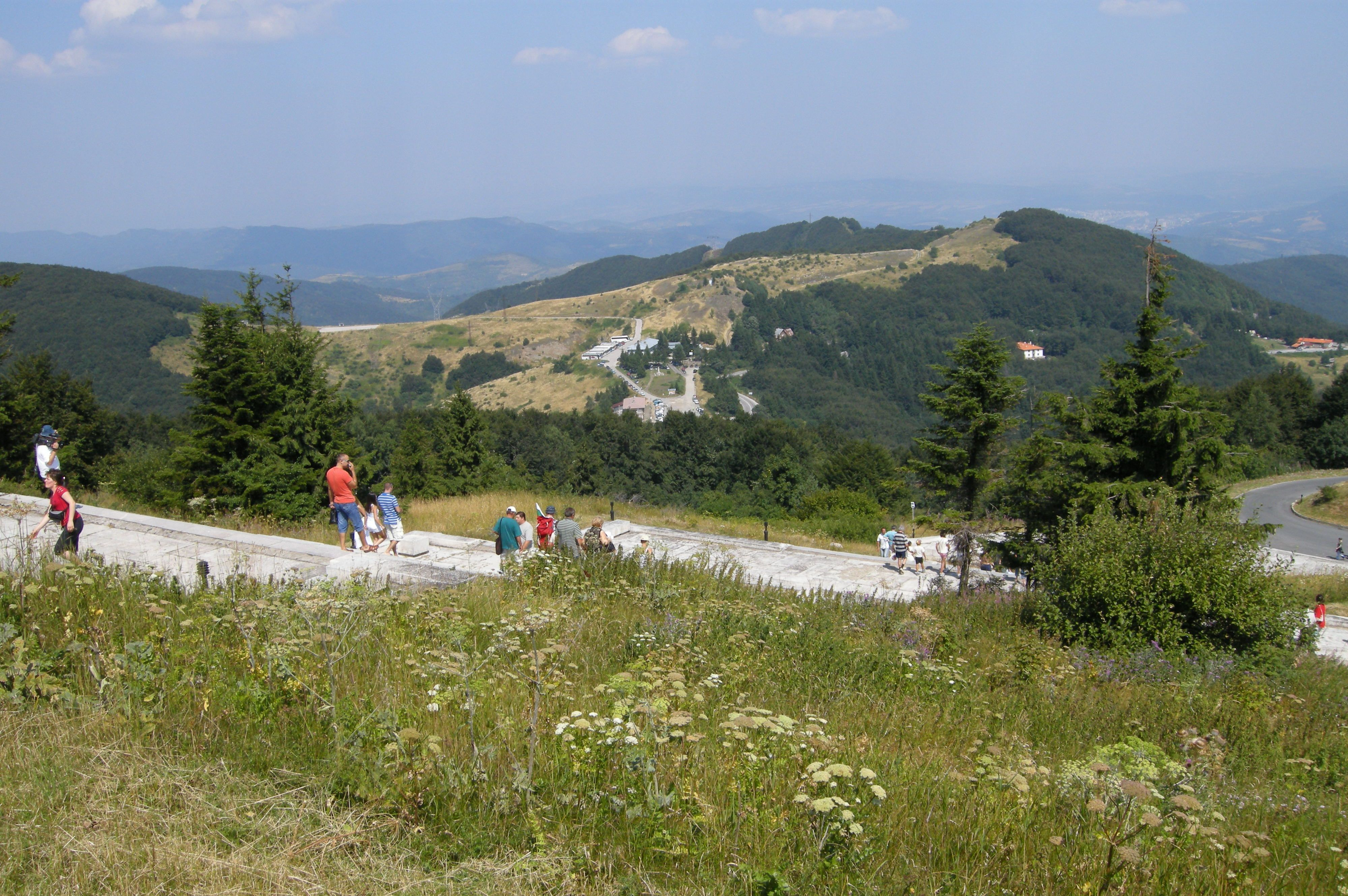
Перевал сегодня

Ши́пкинский перева́л или Ши́пка (болг. Шипченски проход) — горный перевал в Болгарии через Балканы. Высота — 1185 м. Получил название от деревни Шипка, лежащей у южного подножия хребта, в долине реки Тунджи. Через перевал проходит шоссе между городами Казанлык и Габрово, которое является одной из основных транспортных связей между Северной и Южной Болгарией. Самая высокая точка перевала — одноимённая гора Шипка.

## История перевала
Первые исторические сведения о перевале относятся к 335 году до н. э., когда Александр Македонский прошёл через перевал со своими войсками в рамках своего военного похода против трибалов.
В 279—278 годах до н. э. через перевал прошло кельтское племя галаты, которые основали своё государство в Казанлыкской котловине во Фракии, со столицей Тилис, недалеко от современного болгарского города Казанлык.
Особенно возросло экономическое и стратегическое значение перевала во времена Римской империи, в I—IV веках. Тогда через Шипкинский перевал проходили две основные римские дороги, построенные и оснащённые с использованием лучших для своего времени строительных технологий:
- Большая дорога (болг. Големият друм) начиналась из римского города Нове и через современные Гостилицу и Габрово и потом Шипкинский перевал шла к городам Августа-Траяна, Адрианополь и столице Восточной Римской империи — Константинополь;
- Малая дорога (болг. Малкият друм) тоже начиналась из Нове и через современные Овча-Могила, Бутово и Павликени присоединялась к Большой дороге в современном Габрово.

После завоевания Болгарии османами в XIV веке, османы превратили поселения Габрово и Шипка в гарнизонные (т. наз. дервентджийские) поселения для охраны перевала.
В XVIII веке село Шипка являлось основным пунктом для обмена товаров между Северной и Южной Болгарией и османские турки называли его Куру́ скеле́ (Сухая пристань).

### Русские на Шипке

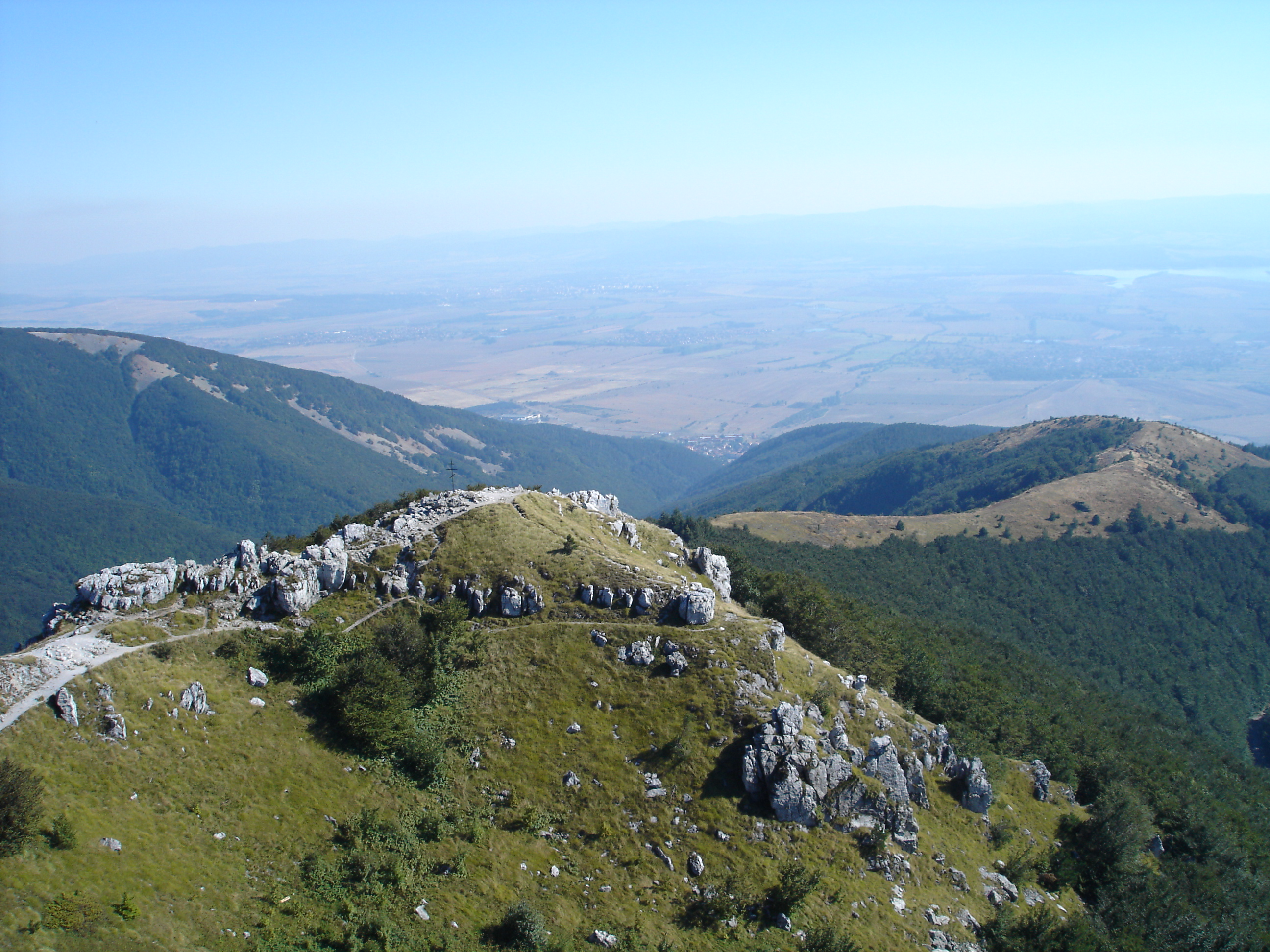
Старый шипкинский перевал, за который велись сражения в 1877 г.

Во время русско-турецкой войны 1806—1812 годов русский отряд под командованием князя Вяземского взял Тырнов и Габрово, а передовые русские отряды достигли Казанлыка.
Во время русско-турецкой войны 1828—1829 годов русский отряд под командованием генерала Киселёва во второй раз вошёл в Тырнов и Габрово. После заключения Адрианопольского мира (1829), отряд генерала Киселёва оставался на Шипкинском перевале около месяца, ведя географические и картографические исследования.
Оба раза болгары радостно приветствовали приход русских и снабжали их провизией и проводниками, хорошо знающими пути в окрестностях перевала, а к русским войскам присоединялись гайдуки, которые и до их прихода боролись против османов.

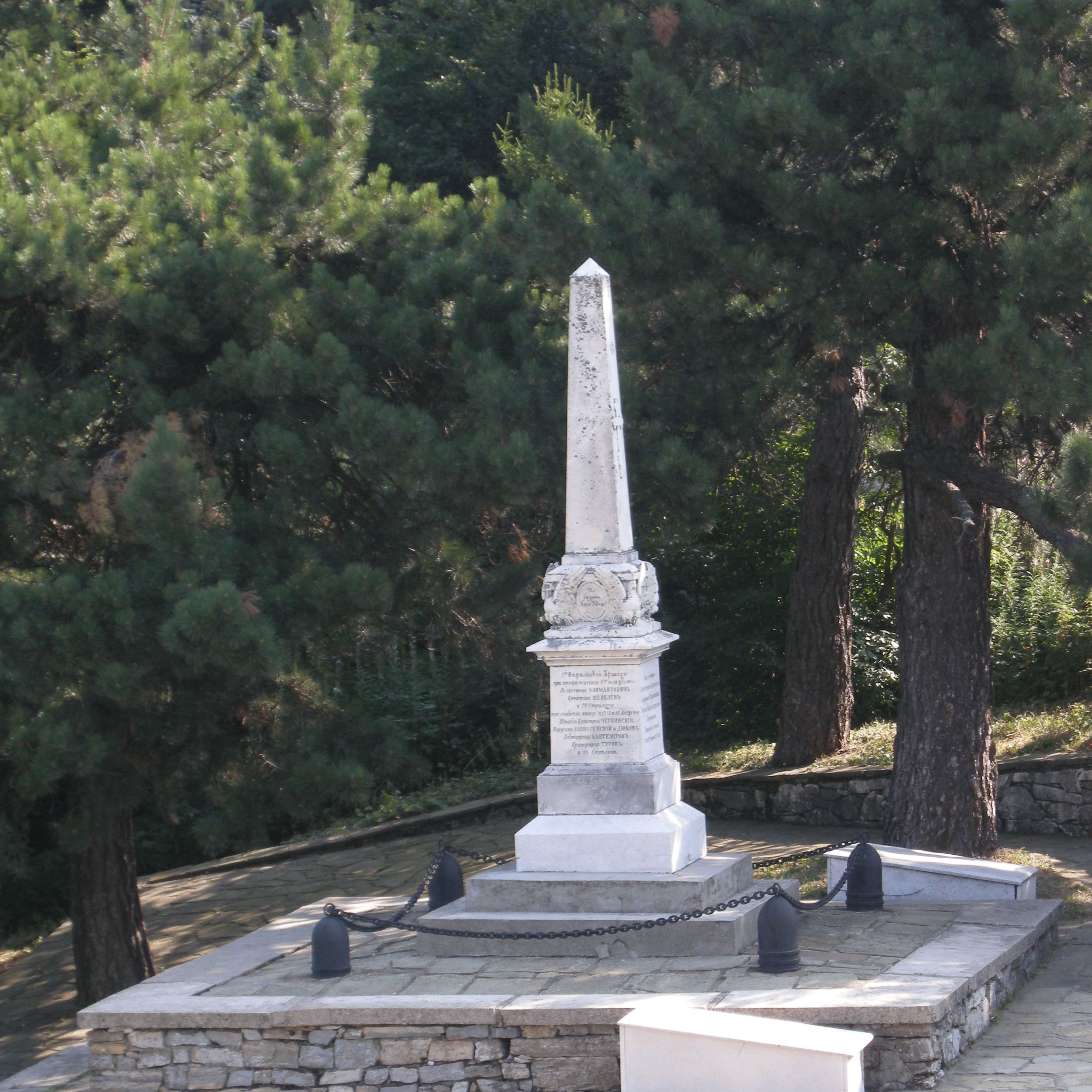
Кладбище русских солдат на перевале, погибших при обороне Шипки

В 1875 году русский полковник Артамонов составил подробную топографическую карту шоссе, которое шло через Шипкинский перевал. 2 ноября 1876 года Артамонов был назначен штаб-офицером над вожатыми в полевом штабе действующей армии, где он занимался организацией агентурной разведки в Болгарии, поисками проводников и переводчиков для штабов отдельных отрядов. В разгар войны, 30 октября 1877 года, Артамонов был назначен исправляющим дела начальника военно-топографического отделения полевого штаба действующей армии.
В начале 1877 года Главный военно-учебный комитет русской армии издал две брошюры — «Маршруты в Европейской Турции» и «Балканы», где подробно описывались все горные перевалы на Балканах, в том числе и Шипкинский. Эти две брошюры и топографическая карта Артамонова составили основное топографическое обеспечение русских войск в русско-турецкой войне 1877—1878 годов
Во время русско-турецкой войны 1877—1878 годов на перевале разыгралось одно из основных сражений в войне — Оборона Шипки, в которой болгарские ополченцы под командованием генерала Столетова сражались рядом с русскими войсками под командованием генералов Дерожинского и Радецкого. В память об этих боях создан национальный парк-музей, церковь «Рождества Христова», а на перевале установлен памятник Свободы.
В начале 1920-х годов Шипкинский монастырь «Рождества Христова» передал несколько своих зданий под приют Российского общества Красного Креста для увечных воинов. В приюте, рассчитанном на 120 человек, в 1923—1970-х годах проживали ветераны Русской Императорской армии, оказавшиеся после Гражданской войны на территории Болгарии. В 1922 году на горе рядом с приютом возникло Русское кладбище на Шипке, на котором были похоронены многие десятки русских генералов, офицеров и солдат. Последние захоронения были произведены в 1936 году К началу 2010-х Шипкинское кладбище практически слилось с горным лесом и находилось в крайне запущенном состоянии, однако в 2013-16 гг. его территория была очищена волонтерами и стала доступной для посещения.
Во второй половине XX века Болгария была «народной республикой» и членом Варшавского договора. На территории страны проводились совместные болгаро-советские военные учения, такие как «Щит» (1979, 1982, 1983), «Дружба» (1983, 1985) и другие. Планы учения почти каждый раз включали военные манёвры в окрестностях Шипкинского перевала, как одного из самых важных стратегических пунктов на территории Болгарии.
Президент России Владимир Путин посетил Памятник свободы на Шипке вместе с болгарским президентом Георгием Пырвановым в 125-ю годовщину Освобождения Болгарии — 3 марта 2003 года.

## Галерея

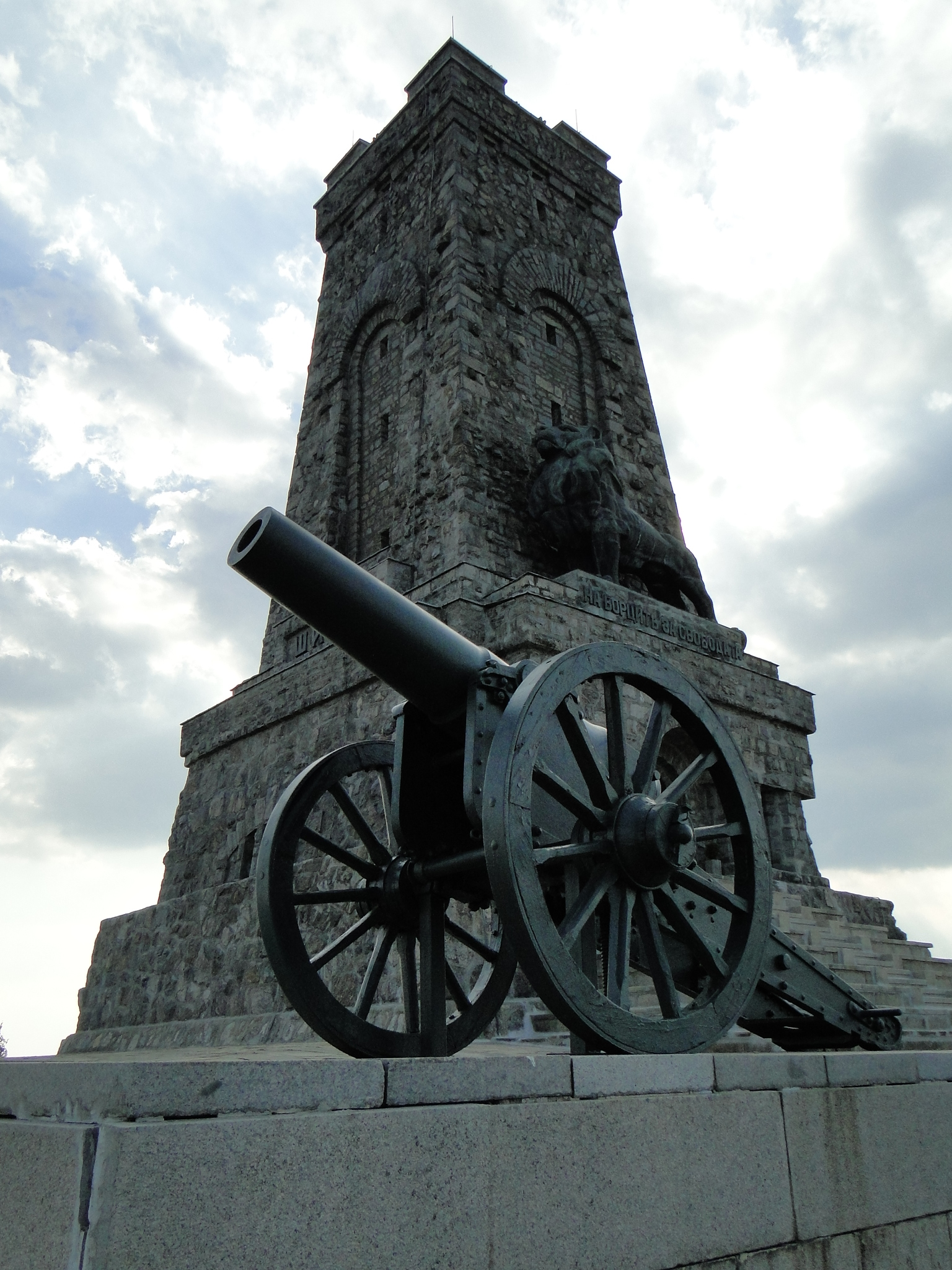
Памятник Свободы, посвященный войне 1877-1878гг.
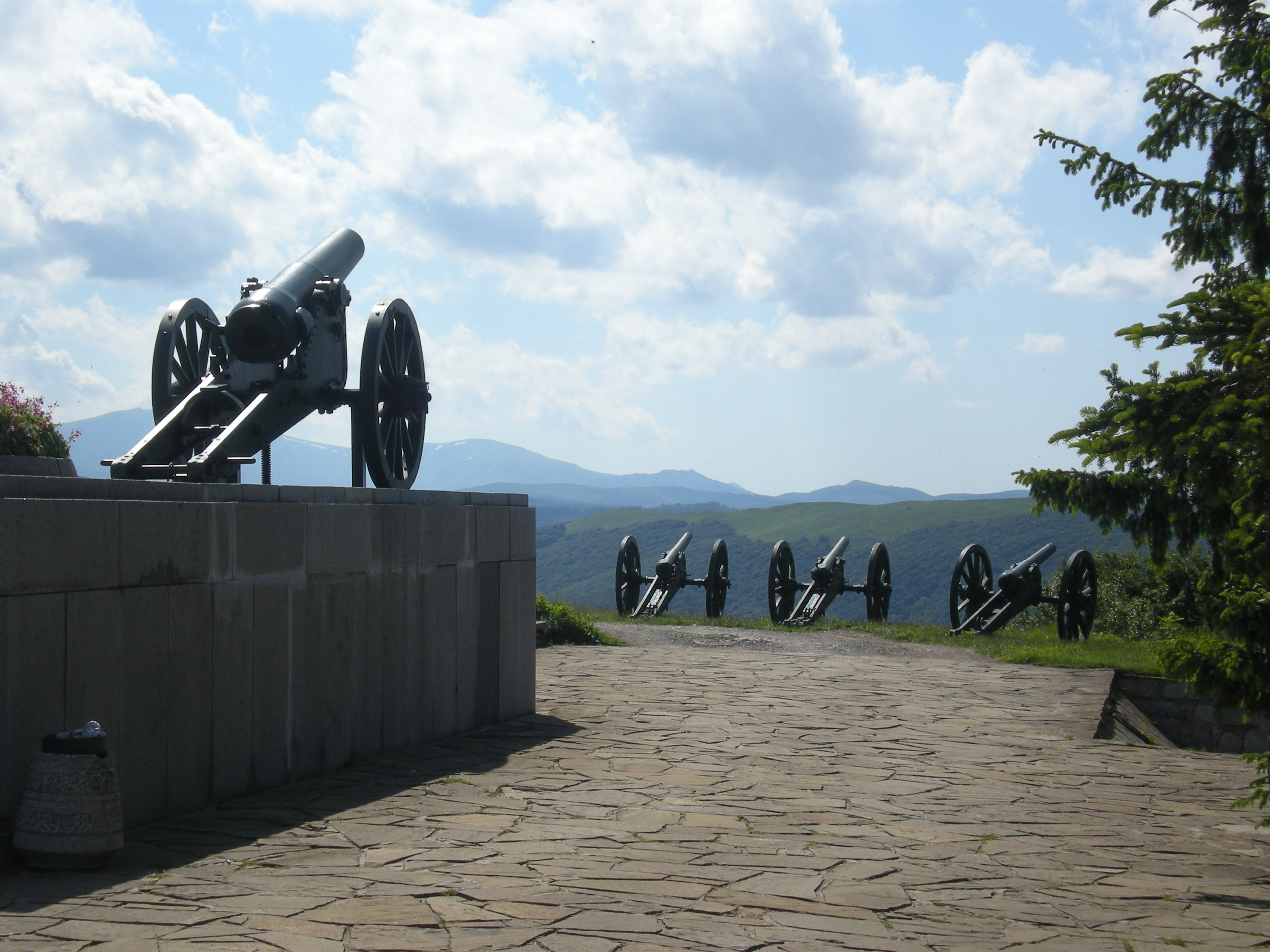
Орудия «Стальной батареи» на Шипке
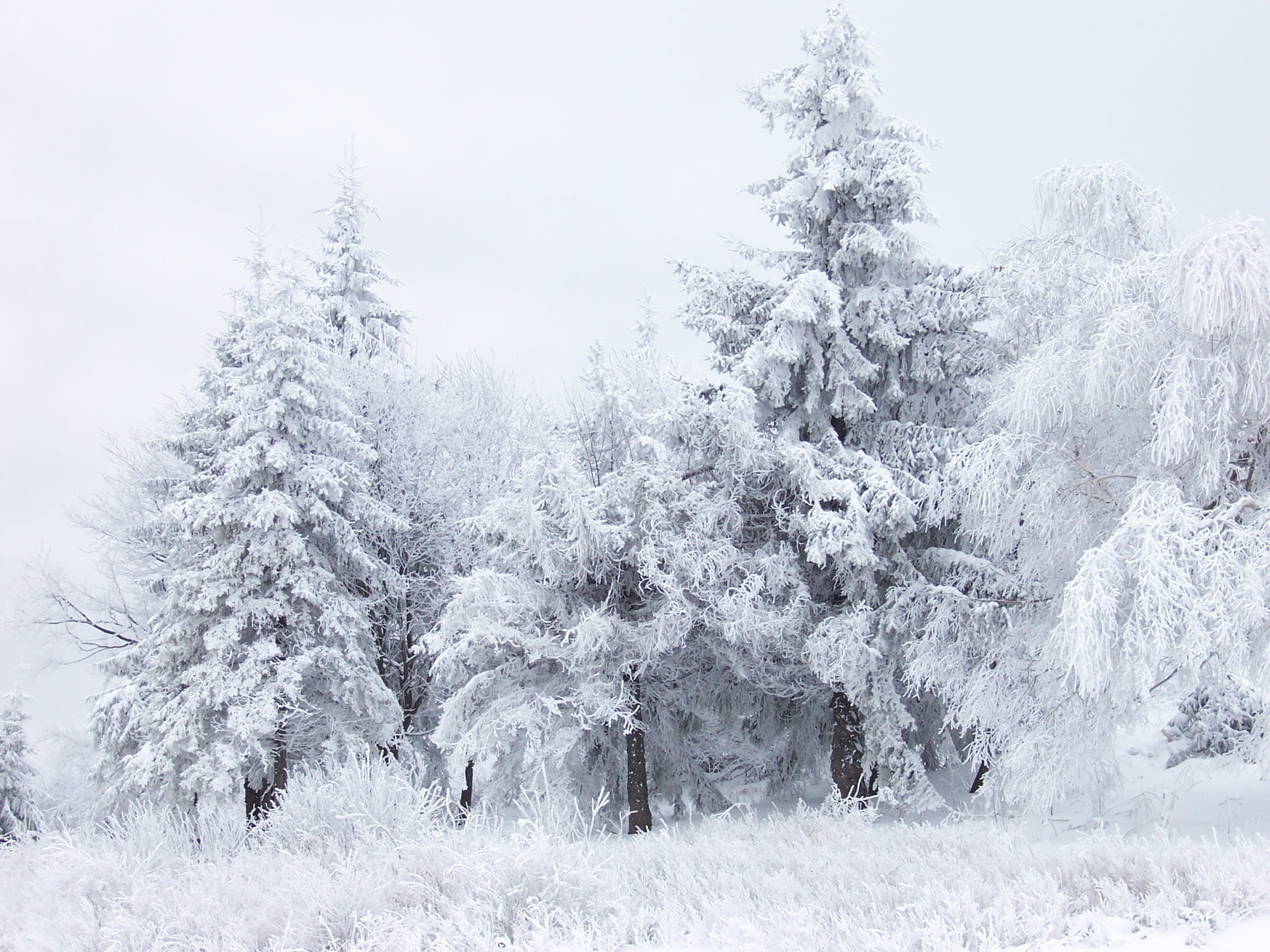
Зимний пейзаж Шипки
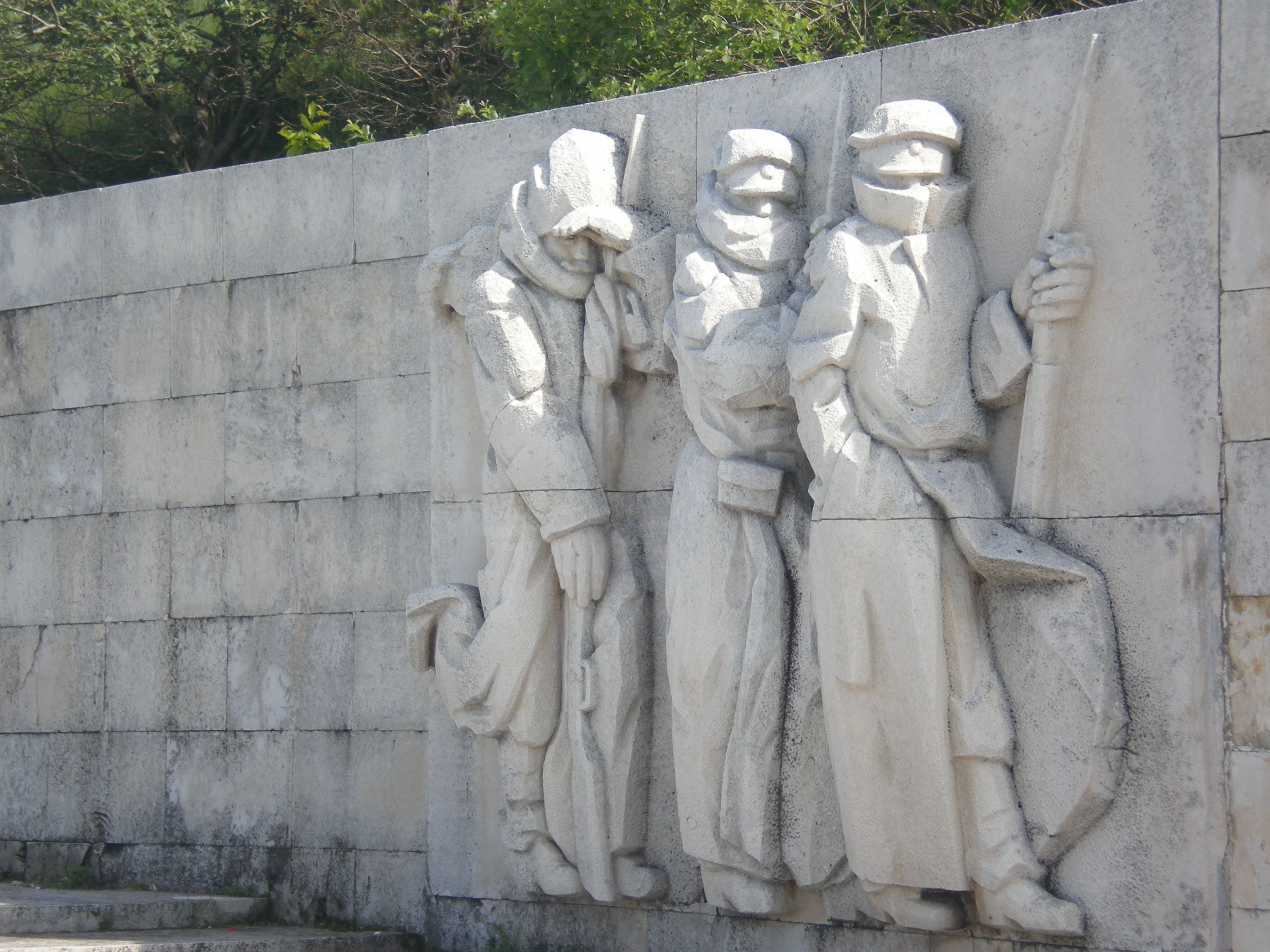
Скульптурная композиция на Шипке — русские солдаты на перевале зимой 1877 года
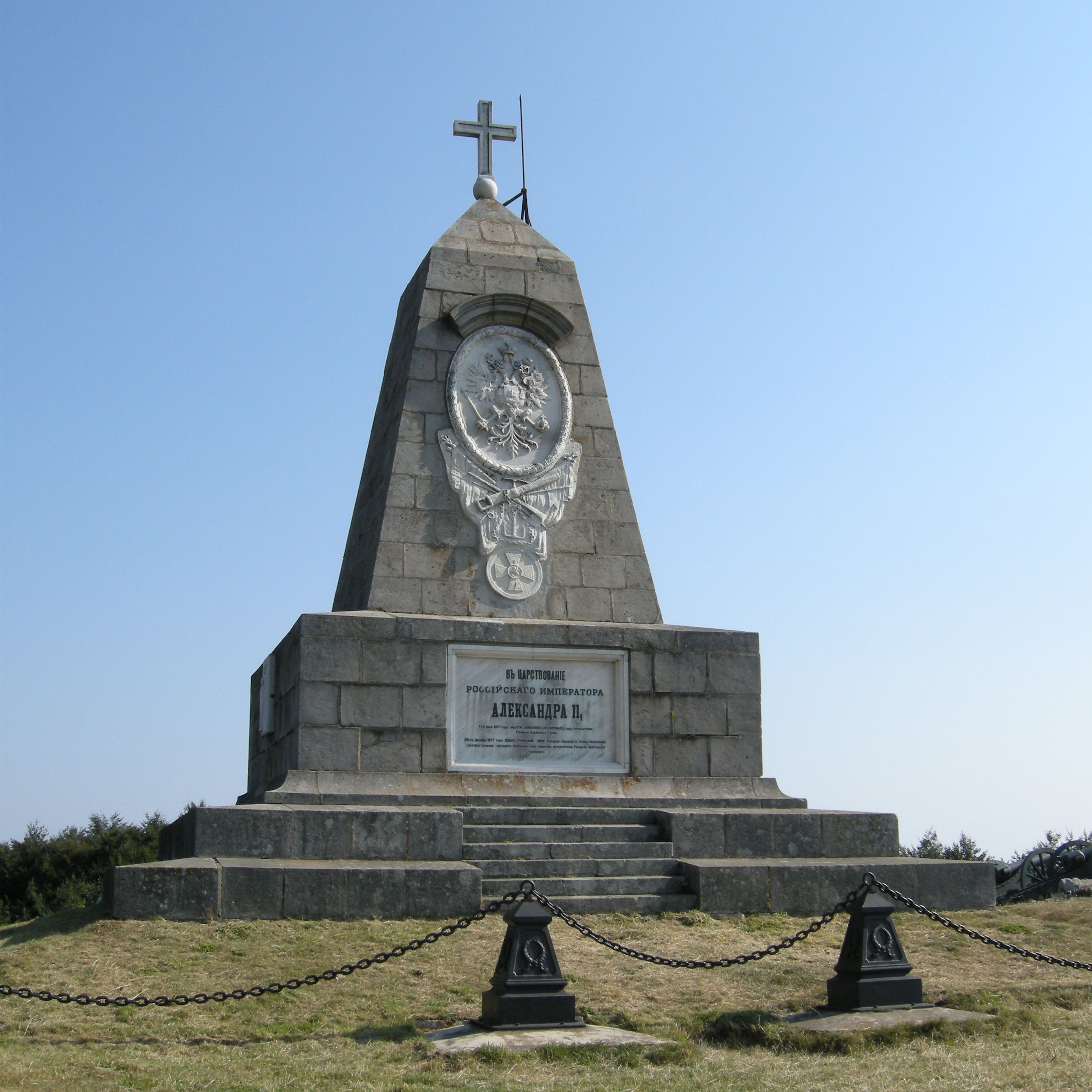
«Большой» русский памятник на Шипке